# Richard S. Aldrich
Richard Steere Aldrich (29 de febrero de 1884 - 25 de diciembre de 1941) fue un político estadounidense. Fue miembro del Partido Republicano de la Cámara de Representantes de los Estados Unidos, y sirvió en el Senado Estatal de Rhode Island y la Cámara de Representantes de Rhode Island.

## Primeros años y educación
Aldrich nació en Washington D. C., donde su padre, Nelson W. Aldrich, estaba sirviendo en el Congreso. Creció en Providence, Rhode Island y asistió a las escuelas públicas. Se graduó de la Escuela Secundaria Hope Street en Providence en 1902, de la Universidad de Yale en 1906 y de la Facultad de Derecho de Harvard en 1909.
En 1911, fue admitido en el colegio de abogados y comenzó a ejercer la abogacía en la ciudad de Nueva York. Regresó a Providence en 1913 y continuó ejerciendo la abogacía.

## Carrera política
Se trasladó a Warwick, Rhode Island y se involucró en la política, siendo miembro de la Cámara de Representantes de Rhode Island de 1914 a 1916, y sirvió en el Senado de Rhode Island de 1916 a 1918. En julio de 1923 se convirtió en miembro de la Sociedad de Rhode Island de los Hijos de la Revolución Americana.
Aldrich fue elegido como candidato republicano al Sexagésimo Octavo Congreso y a los cuatro congresos sucesivos, sirviendo desde el 4 de marzo de 1923 hasta el 3 de marzo de 1933. No se postuló para la reelección en 1932. Durante su tiempo en el Congreso, se manifestó en contra de la Ley de Inmigración de 1924, que limitaba el número anual de inmigrantes que podían ser admitidos de cualquier país.
Después de dejar el Congreso, reanudó su carrera legal en Providence hasta su muerte el 25 de diciembre de 1941. Fue enterrado en el Cementerio Swan Point en Providence.

## Importancia familiar
Aldrich nació en una familia descendiente de John Winthrop, William Wickenden, Roger Williams y John Steere.
Era hijo de Nelson W. Aldrich y Abby Pearce Chapman. Su padre fue un líder del Partido Republicano en el Senado, donde sirvió desde 1881 hasta 1911.
Su hermana Abby Aldrich Rockefeller fue una filántropa que se casó con el financiero y filántropo John D. Rockefeller Jr. y su segundo hijo, Nelson Rockefeller, fue gobernador de Nueva York durante cuatro mandatos y fue candidato a la nominación presidencial republicana en 1960, 1964 y 1968, y fue nombrado Vicepresidente de los Estados Unidos bajo el presidente Gerald Ford por el Congreso en 1974.
Su hermano fue Winthrop Williams Aldrich, quien se desempeñó como presidente del Chase National Bank. Su sobrino David Rockefeller finalmente se convertiría en presidente.

## Vida personal
Aldrich se casó con Janet Innis White el 30 de abril de 1921. Su hijo también se llamó Richard Steere Aldrich.